# Wagtail
Wagtail ([ˈwægteɪl] чит. «Вэ́гтейл», с англ. «трясогузка», войсковой индекс не присваивался) — американская авиационная ракета класса «воздух—поверхность» с ядерной боевой частью. Предназначалась для нанесения ядерных авиаударов со сверхзвуковых истребителей-бомбардировщиков. Была разработана компанией Minneapolis-Honeywell Regulator Co. в Хопкинсе и Миннеаполисе, штат Миннесота, по заказу ВВС США. За изготовление корпуса и аэродинамических элементов ракеты отвечала авиастроительная корпорация Republic Aviation Corp. в Фармингдейле, штат Нью-Йорк, изготовление двигательной установки было возложено на корпорацию Thiokol Chemical Corp. в Хантсвилле, штат Алабама. В 1957 году, в связи с сокращениями расходов на военные расходы, финансирование проекта из бюджета ВВС было приостановлено и дальнейшая проработка продолжалась на малых фондах в инициативном порядке до начала 1960-х гг.

## История
Разработка
В сентябре 1956 года, компания «Миннеаполис-Ханивелл» получила контракт от Департамента ВВС США на разработку твердотопливной ракеты класса «воздух—поверхность» ближнего боя для нанесения ракетно-ядерных ударов по целям со сверхзвуковых самолётов-носителей, летящих на малых и предельно малых высотах.
Испытания
Испытания ракеты проходили в 1958 году, но по их итогам решения о запуске ракеты в серийное производство так и не было принято. Осуществлялись попытки модифицировать ракету под применение в качестве ракеты «воздух—воздух» по популярной тогда тактике «отстреливающегося бомбардировщика». Для этих целей ракета располагалась на узлах подвески вооружения в сторону противоположную направлению полёта и отстреливалась по приближающимся сзади истребителям-перехватчикам противника. Такой вариант ракеты оснащался жидкостным ракетным двигателем. Однако, достоверных сведений об испытаниях ракеты в указанной модификации не имеется.
Свёртывание проекта
Различные издания ежегодной американской Энциклопедии управляемых ракет дают лишь краткие сведения о том, что ракета всё ещё находилась в разработке в 1958, 1959 и 1960 гг. По имеющимся сведениям, проект был свёрнут окончательно до 1962 года, приблизительно на рубеже 1960—1961 гг.

## Устройство
Ракета представляла собой продолговатый оперенный снаряд и внешним своим видом напоминала уже имеющиеся на вооружении НАР. Под коническим обтекателем в головной части находилась бортовая электроника ракеты и ЯБЧ. В хвостовой части ракеты располагалась в сложенном виде крестообразная стабилизация — четыре стабилизатора, выпрямляющиеся в стороны после отцепки от самолёта-носителя, были призваны увеличить устойчивость ракеты в полёте. Для того, чтобы компенсировать ускорение свободного падения и замедлить скорость ракеты на начальном участке траектории полёта, дав самолёту-носителю достаточное время, чтобы покинуть зону обстрела без риска быть застигнутым ударной волной ядерного взрыва, сразу после пуска включались обратно направленные низкоимпульсные тормозные пиротехнические заряды. Дальность до цели при стрельбе с малых высот могла превышать 25 миль (40 км). Наведение ракеты на цель в полёте осуществлялось посредством инерциальной навигационной системы вкупе с радиолокационной аппаратурой системы следования рельефу местности (terrain-following radar). Последнее обстоятельство увеличивало досягаемость по наклонной дальности цели и в перспективе обеспечивало возможность осуществления прицельного пуска с ещё большего расстояния, позволяя самолёту-носителю не заходить в зону активного противодействия средств ПВО противника. Вскоре после этого включалась твердотопливная двигательная установка с двухступенчатой тягой, которая в течение 7,4 сек разгоняла ракету до требуемой скорости, после чего переключалась на режим работы со вчетверо меньшей тягой на терминальном участке полёта до цели, полностью вырабатывая свой ресурс в течение оставшихся 2,5 сек (таким образом, выработка топлива ДУ происходила в течение 10 сек после срабатывания устройства зажигания двигателя).

## Тактико-технические характеристики
Источники информации : 
Общие сведения
- Самолёт-носитель — B-58
- Категории поражаемых целей

- «воздух—поверхность» — стационарные наземные объекты
- «воздух—воздух» — одиночные средства воздушного нападения типа «истребитель-перехватчик»

- Дальность действия — свыше 40 км

Аэродинамические характеристики
- Аэродинамическая компоновочная схема — нормальная
- Активный участок траектории полёта — 10 сек

Массо-габаритные характеристики
- Длина — 1700 мм
- Диаметр корпуса — 305 мм

Боевая часть
- Тип БЧ — ядерная
- Тип предохранительно-исполнительного механизма — мгновенного действия, срабатывание на контакт

Двигательная установка
- Тип ДУ

- «воздух—поверхность» — РДТТ с двухступенчатой тягой, Thiokol XM43
- «воздух—воздух» — ЖРД

Характеристики РДТТ
- Тяга на разгонном участке траектории полёта — 44 кН (4536 кгс)
- Время работы двигателя на разгонном участке — 7,4 сек
- Тяга на терминальном участке траектории полёта — 11 кН (1134 кгс)
- Время работы двигателя на разгонном участке — 2,5 сек